# Letiště Benešov
Letiště Benešov (ICAO: LKBE) je veřejné vnitrostátní a neveřejné mezinárodní letiště v okrese Benešov ve Středočeském kraji. Leží 5,6 km jihojihozápadně od Benešova u silnice III/11459 mezi Bystřicí a Nesvačily, v katastrálním území Nesvačily u Bystřice. Má tři travnaté vzletové a přistávací dráhy, jeho rozloha je 50,4 ha. Provozovatelem letiště je příspěvková organizace města Bystřice s názvem Letiště Benešov, okres Benešov.
Na benešovském letišti působí několik leteckých škol, například F-Air, Bemoair, Plachtařský klub GAC nebo Aviatický klub.

## Historie
Výstavba letiště začala v roce 1937. Jako záložní vojenské letiště bylo dokončeno roku 1938. Mezi lety 1939 až 1945 sloužilo coby výcviková základna pro piloty německé Luftwaffe. Roku 1945 zde zahájil činnost místní aeroklub. Vojenským letištěm zůstalo až do roku 1992, kdy se stalo civilním vnitrostátním. Roku 2000 získalo status mezinárodního letiště.

## Galerie

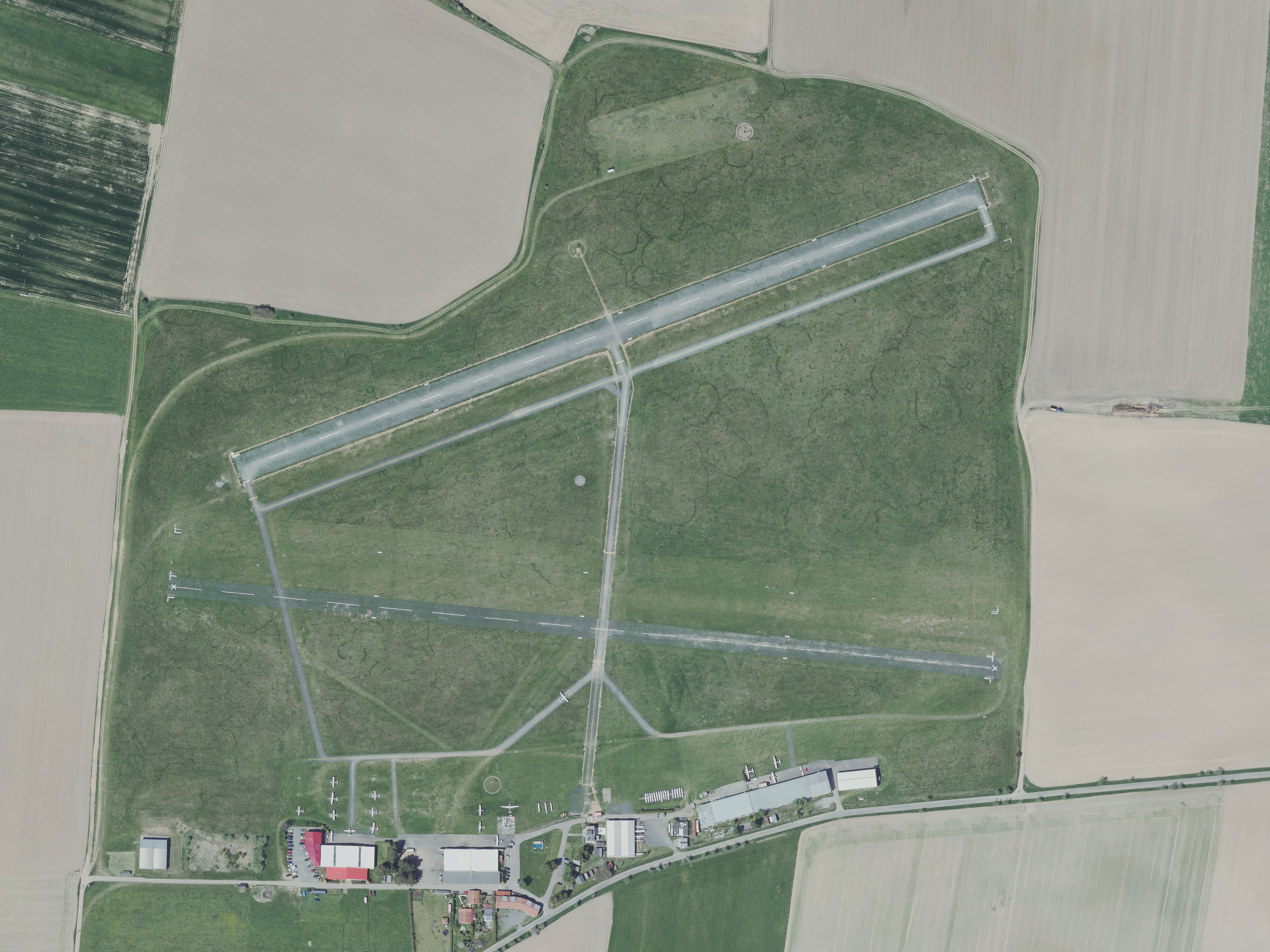
Letecký pohled na letiště Benešov
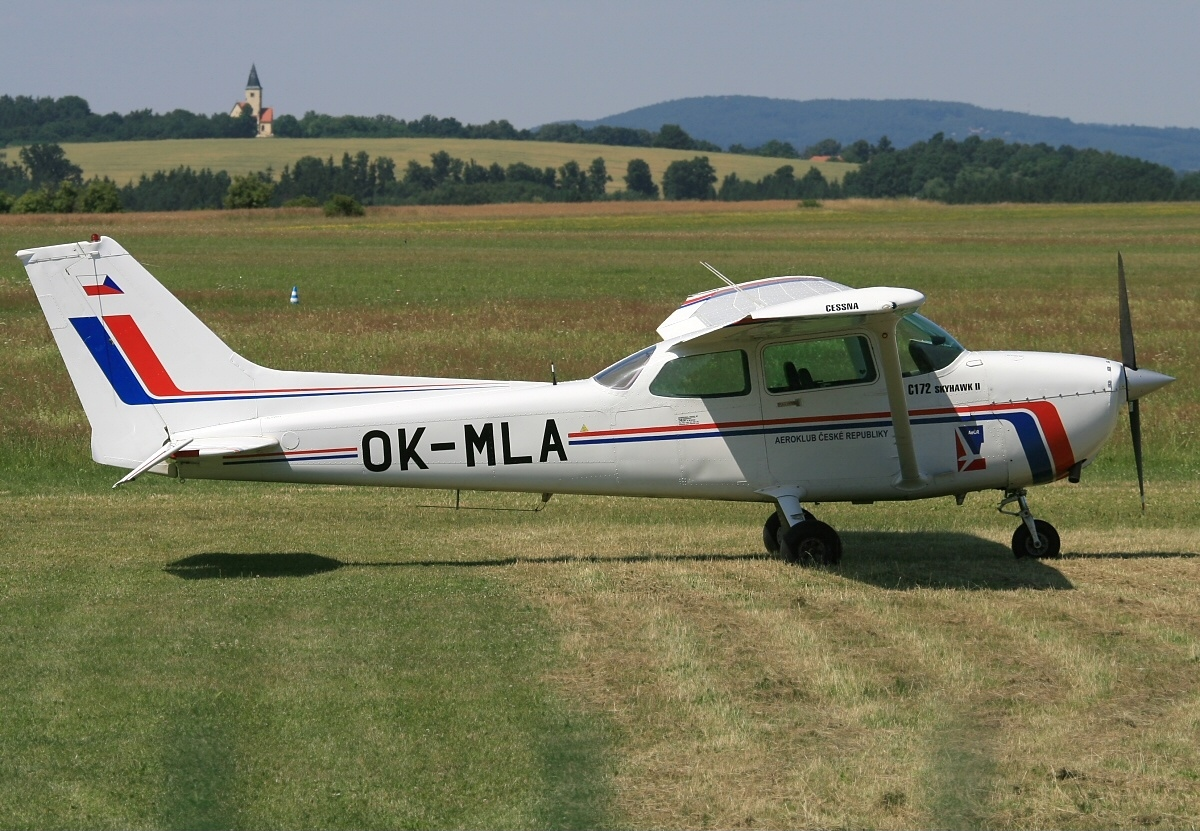
Cessna 172P Skyhawk II na letišti Benešov
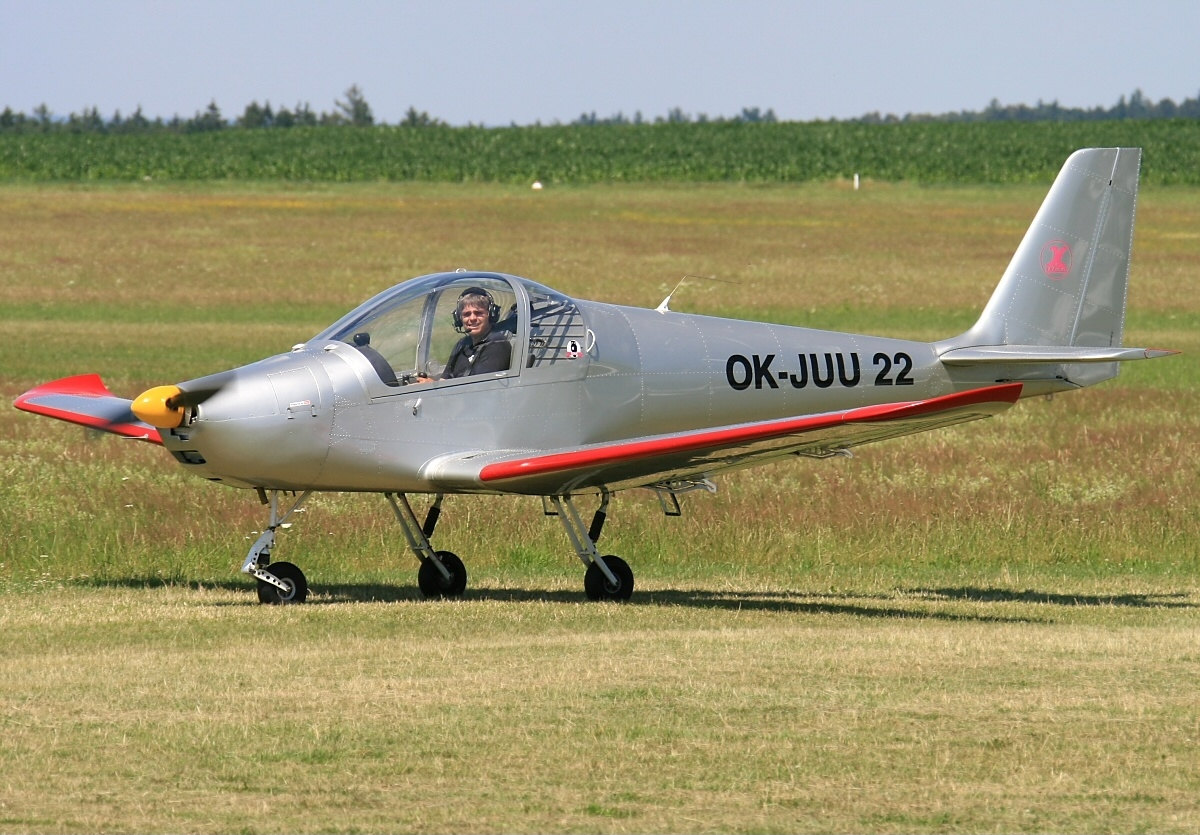
Kappa KP2U Sova na letišti Benešov
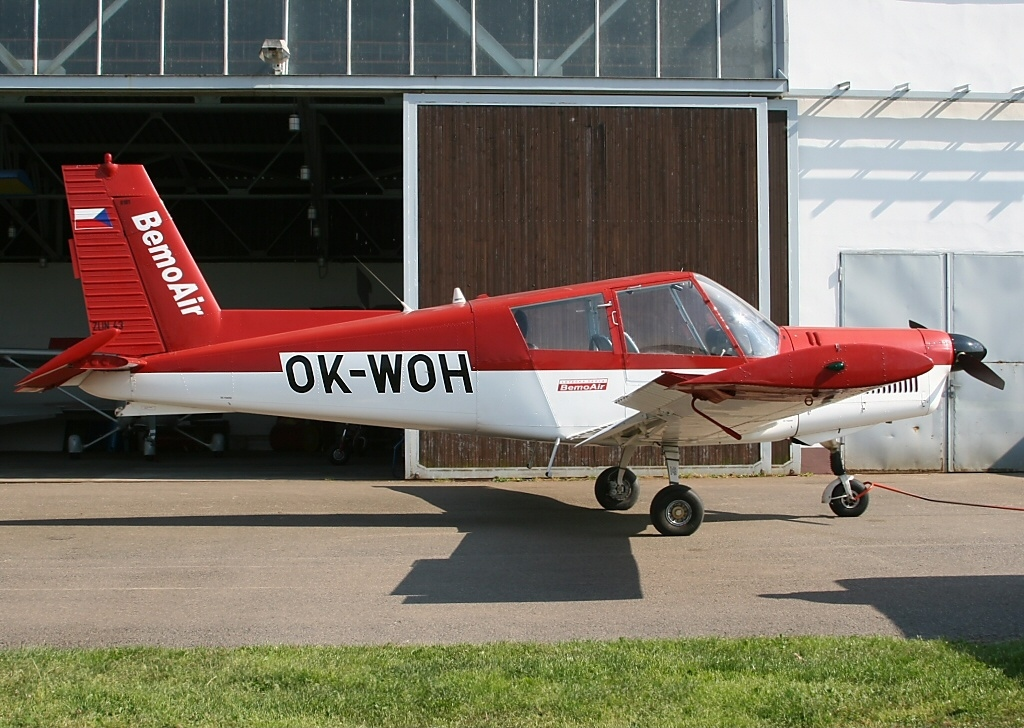
Zlín Z-43 na letišti Benešov